# Tribune de Genève
Tribune de Genève (TG) -literalmente, Tribuna de Ginebra- es un periódico fundado en Ginebra en 1879 por James T. Bates, un banquero estadounidense. Tras la desaparición de su competidor directo, el diario La Suisse, en 1994, la Tribune de Genève es el único diario ginebrino. Desde 1991, forma parte del grupo Edipresse y como todo el grupo, desde 2011, pertenece a Tamedia Group.

## Historia
La Tribune de Genève fue fundado por James T. Bates, un estadounidense que se instaló en Ginebra, la ciudad de su esposa. Al año siguiente compró el periódico anglófono The Continental Herald and Swiss Times, periódico que se transformó el 1 de febrero de 1876 en el periódico francófono Tribune de Genève. La suscripción anual era de 11 francos suizos y tenía una tirada de 3 000 ejemplares diarios. 
Desde la primera edición el rumbo es bien explícito; "No aceptamos ningún sometimiento, reservándonos el derecho a expresarnos con total independencia. Reservaremos nuestra libertad de crítica en relación a cualquier partido" .

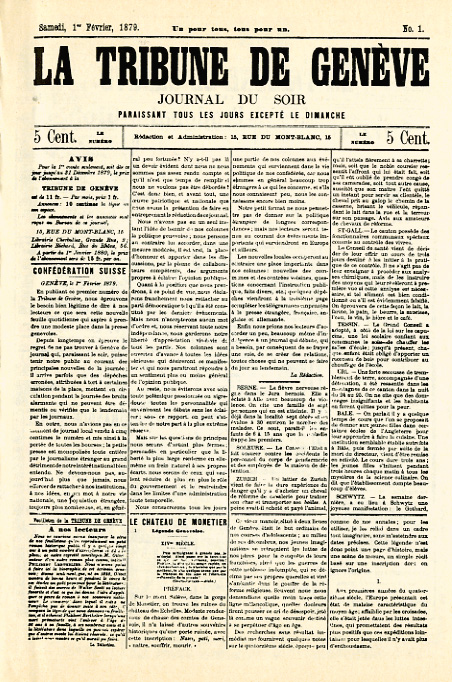
Portada del primer número del 1 de febrero de 1879

El espíritu de Ginebra es bien patente cuando se incendia las instalaciones donde desde 1971 se encontraban la primera impresora offset de un periódico diario suizo y el periódico continúa siendo editado con la colaboración de los técnicos de La Suisse
En 1990 pasa de periódico de la tarde a periódico de la mañana.

## Sedes
La primera sede estaba localizada en el número 15, rue du Mont-Blanc, en Ginebra, pues era ahí donde se encontraban las instalaciones de su antecesor, el The Continental Herald and Swiss Times.
En 1939 se instala en el número 42, rue du Stand, en el barrio de La Jonction, y se trasladó al número 11 de la rue des Rois cuando se integró en el grupo Edipresse.

## El fundador
James T. Bates, hijo de un armador de Boston (USA) era un banquero americano que tras haber hecho fortuna en los EUA se instaló en 1875 en Ginebra, la ciudad de su esposa. Participó en la Guerra de Secesión de donde salió con el rango de coronel. De vuelta a la vida civil, se hizo agente de bolsa en Nueva  York y consiguió una gran fortuna.
En la bolsa entró en contacto con Arthur Chenevière, un banquero ginebrino que lo invitó a visitar Europa. Bates se enamora de la hija de Chenevière, Amélie. La boda se efectuó en 1873 y tras los esponsales, los novios viajan a Nueva York. Bates funda la UBS-Union Bank of Switzerland, u banco que un siglo después, en 1990 sería integrado en la UBS. Fundó además un periódico, el Geneva Times que estará en el origen del "homónimo" genebrino, pues que Amélie no dándose bien nos USA, la pareja vuelve para Ginebra donde se instalan y él establece las bases en la Europa de la UBS (Union des Banques Suisses) y funda el TG

## Imágenes

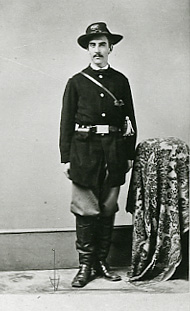
James T. Bates
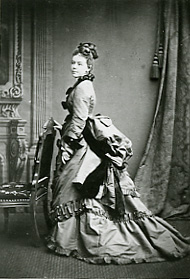
Amelie de Chenevière Bates

## Impressum
Tribune de Genève SA
Rue des Rois 11 
1204 Genève
Téléphone:	+41 22 322 40 00